# گز (سربیشه)
گز یک روستا در ایران است که در دهستان نهارجان شهرستان سربیشه واقع شده‌است. گز ۲۲۲ نفر جمعیت دارد.